# Lalleyriat
Lalleyriat – miejscowość i dawna gmina we Francji, w regionie Owernia-Rodan-Alpy, w departamencie Ain. W dniu 1 stycznia 2016 roku z połączenia dwóch ówczesnych gmin – Lalleyriat oraz Le Poizat – powstała nowa gmina Le Poizat-Lalleyriat. Siedzibą gminy została miejscowość Lalleyriat. W 2013 roku populacja Lalleyriat wynosiła 274 mieszkańców.